# Plebejus villarrubiai
Plebejus villarrubiai är en fjärilsart som beskrevs av Ramon Agenjo Cecilia 1970. Plebejus villarrubiai ingår i släktet Plebejus och familjen juvelvingar. Inga underarter finns listade i Catalogue of Life.